# たて座ガンマ星
たて座γ星（たてざガンマせい、γ Scuti、γ Sct）は、たて座にある白色に輝く恒星である。見かけの等級は4.67と、暗いが肉眼でみえる明るさである。年周視差に基づいて太陽からの距離を計算すると、およそ319光年となる。たて座γ星は、高速で自転している恒星で、また運動が視線方向に偏り、高速で太陽に向かって接近しているため、将来かなり太陽系に近い距離まで来るとみられる。

## 特徴
たて座γ星は、スペクトル型がA1 IV/Vに分類される、A型準巨星または主系列星である。質量は太陽のおよそ2.8倍、半径は太陽のおよそ4.3倍、光度は太陽の約150倍、有効温度はおよそ9,016 Kと推定されている。年齢は、2億年から4億年程度とみられ、質量からすると核での水素燃焼を終え、主系列から準巨星への進化が始まっている可能性がある。自転速度は222 km/s以上とかなり速く、そのためたて座γ星は赤道方向が膨らんだ扁平な形をしており、赤道方向の半径は極方向の半径より2割程度長いという見積もりもある。

### 太陽系への接近
たて座γ星は、41 km/sの速さで太陽系との距離を縮めており、およそ235万年後には、太陽から18光年程度の距離まで接近すると予想され、その頃には全天で最も明るくみえる恒星となっているかもしれない。

## EROS II
たて座γ星の名前は、恒星自身の特徴とは別の面でよく知られている。フランスのMACHO探索計画EROS (Expérience de Recherche d'Objets Sombres) チームは、第2期の観測 (EROS II) として、ラ・シヤ天文台のMARLY望遠鏡を使い、銀河系の銀河面に沿ってバルジからは外れた領域の、特に恒星の密度が高い銀河の渦状腕の接線方向で、重力マイクロレンズ現象を監視した。観測領域は広い銀緯を網羅すべく4方向29区画あったが、その中で最もバルジに近い、たて・みなみじゅうじ腕の接線方向は、その領域の中心近くにたて座γ星があることから、たて座γ領域と呼ばれる。